# Peter Minnewitt
Peter Minnewitt či Minuit (1580 Wesel, Klévské vévodství – 5. srpna 1638 Svatý Kryštof) byl guvernér Nového Holandska. Během výkonu své funkce odkoupil (6. května 1626) od indiánského kmene Lenapů odkoupil za zásoby (nástroje, oblečení, atd.) s předpokládanou hodnotou 24 amerických dolarů (~60 guldenů, tehdejších, dnes by mělo zboží vyšší hodnotu) ostrov Manhattan, na kterém mělo být budováno město Nový Amsterdam (dnes New York).